# Echinogorgia macrospiculata
Echinogorgia macrospiculata är en korallart som beskrevs av Thomson och Simpson 1909. Echinogorgia macrospiculata ingår i släktet Echinogorgia och familjen Plexauridae. Inga underarter finns listade i Catalogue of Life.